# 立花尊顯
立花 尊顯（たちばな たかあき、1957年（昭和32年）4月19日 - ）は、日本の陸上自衛官。最終階級は陸将補。1佐までの職種は機甲科。福岡県出身。

## 経歴
1976年（昭和51年）3月、福岡県立修猷館高等学校卒業。1982年（昭和57年）3月、防衛大学校本科第26期卒業
1993年（平成5年）1月、3等陸佐。1996年（平成8年）7月、2等陸佐。1999年（平成11年）6月、外務事務官兼1等陸佐（在タイ日本国大使館防衛駐在官）。2002年（平成14年）8月、陸上自衛隊幹部学校教官。2004年（平成16年）12月 - 第43普通科連隊長兼都城駐屯地司令（在任間、第8次イラク復興業務支援群長）。2006年（平成18年）3月、統合幕僚監部運用部運用第2課国際協力室長2008年（平成20年）8月1日、第7師団司令部幕僚長。
2010年（平成22年）7月26日、陸将補に昇任、東北方面総監部幕僚副長。2012年（平成24年）7月26日、第4代自衛隊情報保全隊司令。2014年（平成26年）3月28日、退職。